# Institutiones Aquisgranenses
Die Institutiones Aquisgranenses oder Institutio canonicorum oder Aachener Regel(n) war(en) ein im Jahr 816 auf der Reichssynode zu Aachen verabschiedetes umfangreiches Regelwerk für Kanoniker, das analog zur Regula Benedicti und Consuetudines der monasterischen Ordensgemeinschaften geschaffen wurde. Sie wurde von Ludwig dem Frommen verordnet und als ein für das ganze fränkische Reich allgemein verbindliches Gesetz durchgesetzt. Sein Nachfolger Karl der Kahle dehnte ihre Geltung weiter aus. Trotz der Gregorianischen Reform im 11. Jahrhundert, die die Aachener Regeln als zu großzügig empfand, blieben diese in den meisten weltlichen Kanoniker- und Kanonissenstiften bis in die Neuzeit gültig. 
In den Aachener Regel(n) wurden Teile der Beschlüsse der Mainzer Synode von 813 übernommen, die um die notwendigen Reformen für das kanonische Leben ergänzt wurden. Unter anderem befassten sich die Statuten mit der geistlichen Amtsführung, dem Tagesablauf samt den verpflichtenden Chorgebeten, der Ernährung und mit dem Privatbesitz der Kanoniker. Des Weiteren wurden Regeln für Strafverfahren, Zuständigkeiten der Amtsträger sowie Regelungen für die Armen- und Fremdenbetreuung erlassen. Im Gegensatz zu den Vorläuferstatuten wurde in den Aachener Regeln auf das Ideal des mönchischen Lebens und einer bewusst gewollten Armut Wert gelegt.
Als Autoren der Institutiones Aquisgranenses werden Benedikt von Aniane, Ansegis und Amalar von Metz vermutet.